# 31664 Рандівессен
31664 Рандівессен (31664 Randiiwessen) — астероїд головного поясу, відкритий 8 травня 1999 року.
Тіссеранів параметр щодо Юпітера — 3,380.